# Eladio Jiménez
Pour les articles homonymes, voir Jiménez.
Jiménez  Sánchez est un nom espagnol. Le premier nom de famille, en général paternel, est Jiménez ; le second, en général maternel, souvent omis, est Sánchez.
Eladio Jiménez Sánchez est un coureur cycliste espagnol né le 10 mars 1976 à Ciudad Rodrigo, province de Salamanque. Il fait ses débuts professionnels en 1998 au sein de l'équipe espagnole Banesto. Eladio Jiménez totalise 13 victoires dans sa carrière professionnelle, dont trois étapes du Tour d'Espagne. Le 7 décembre 2009, l'Union cycliste internationale (UCI) annonce qu'il a été testé positif à l'érythropoïétine (EPO) après la sixième étape du Tour du Portugal 2009. Il est suspendu jusqu'au 11 août 2011. Trois jours plus tard, il annonce sa retraite. 

## Biographie

### Les débuts
Il fait ses débuts en tant que coureur professionnel en 1998 avec l'équipe espagnole Banesto, dirigée par José Miguel Echavarri et Eusebio Unzué. 
Il remporte une étape du Tour d'Espagne 2000, il s'agit de sa première victoire professionnelle. 

### Succès chez Comunidad Valenciana
En 2004, il rejoint l'Kelme, qui devient Comunidad Valenciana en 2005. Elle est dirigée par Vicente Belda. Dès de sa première saison, il s'adjuge une nouvelle étape du  Tour d'Espagne. 
En 2005, il gagne sa première course par étapes : la Bicyclette basque, où il remporte également une étape. En septembre, il s'impose sur une étape du  Tour d'Espagne, sa troisième victoire personnelle sur tour national.

### Opération Puerto
En 2006, dans le cadre de l'Affaire Puerto, il est identifié par la Garde civile en tant que client du réseau de dopage dirigé par Eufemiano Fuentes, sous le nom de code Eladio. Jimenez n'est pas sanctionné, le délit de dopage n'étant pas reconnu par la justice espagnole à ce moment-là. Il ne reçoit aucune sanction sportive, le juge refuse de fournir aux instances sportives internationales (l'AMA et l'UCI) des preuves pour prouver son implication en tant que client du réseau de dopage.

### De Karpin Galicia au Portugal
Après la dissolution de son équipe en 2007, il rejoint l'équipe continentale professionnelle Karpin Galicia dirigée par Álvaro Pino. Cette année, il remporte deux étapes du Tour du Portugal, une sur le Trophée Joaquim Agostinho et termine troisième du championnat d'Espagne sur route. 
En 2008 et 2009, il court respectivement chez Fercase-Rota dos Móveis et Centro Ciclismo de Loulé, deux équipes continentales portugaises.

### Positif à l'EPO
Le 7 décembre, il est suspendu par l'UCI pour un contrôle positif à l'EPO lors d'un contrôle antidopage effectué le 12 août, lors de sa victoire obtenue sur la sixième étape du Tour du Portugal,. Suspendu deux ans, il choisit d'arrêter sa carrière.

## Palmarès

### Palmarès amateur
- 1994
  -  Champion d'Espagne sur route juniors
  -  Médaillé de bronze au championnat du monde sur route juniors
- 1996
  - Circuito de Pascuas
  - 1re étape du Tour de la Bidassoa
  - 4e étape du Tour d'Ávila[5]
  - 2e étape du Tour de Salamanque[5]
  - 2e de la Semaine Aragonaise
- 1997
  - Mémorial Cirilo Zunzarren
  - Oñati Saria
  - 2e du Mémorial Manuel Galera

### Palmarès professionnel
- 2000
  - 5e étape du Tour d'Espagne
- 2001
  - 3e étape du Grand Prix International CTT Correios de Portugal
  - 3e du Tour de Burgos
  - 3e de la Subida al Naranco

- 2002

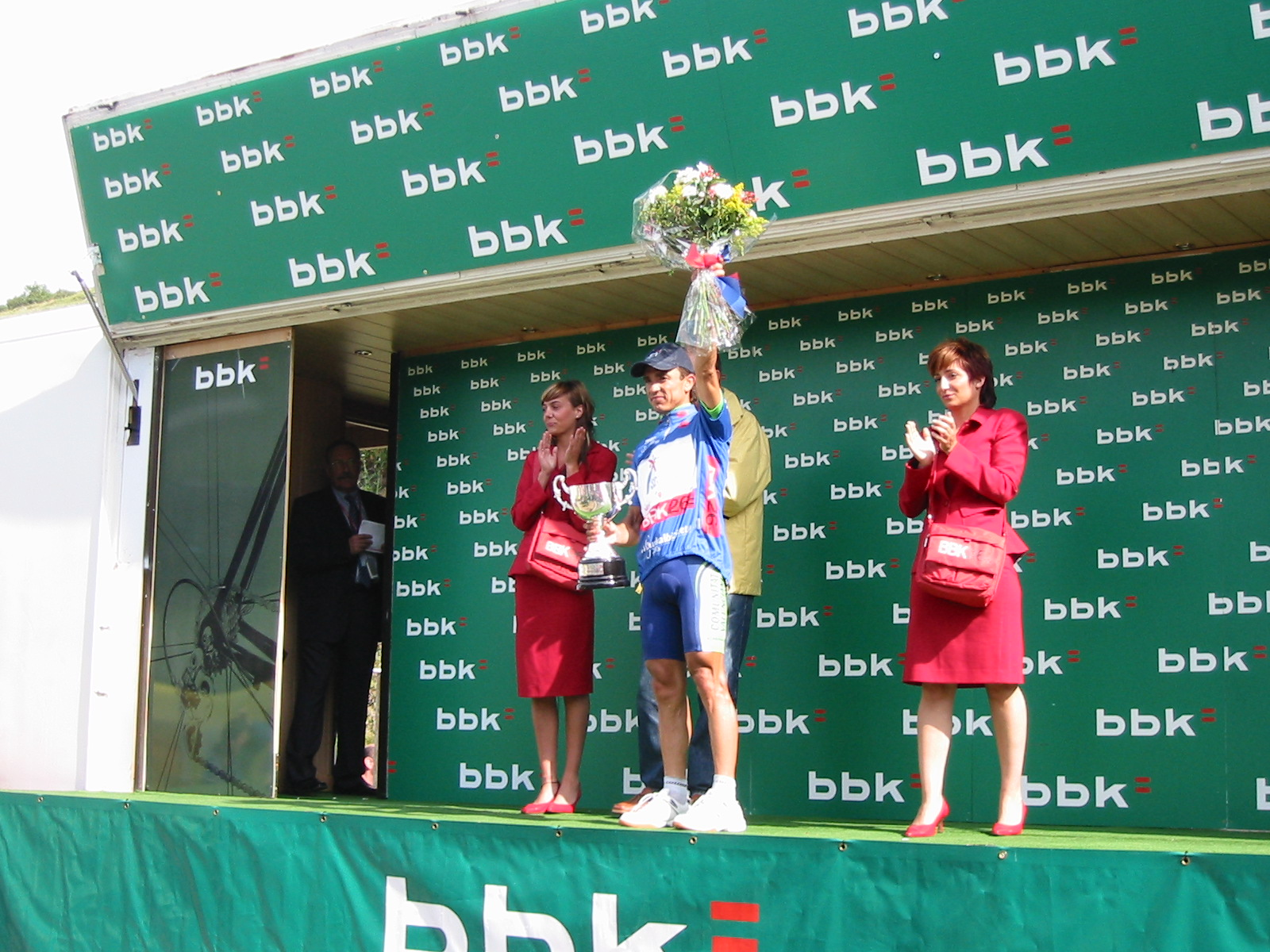
Eladio Jiménez lors de la Bicyclette basque 2005

  - 3ea étape du Grand Prix International CTT Correios de Portugal (contre-la-montre par équipes)
- 2004
  - 10e étape du Tour d'Espagne
  - 2e de la Clásica de Alcobendas
  - 5e du Tour de catalogne
- 2005
  - Bicyclette basque :
    - Classement général
    - 2e étape

  - 14e étape du Tour d'Espagne
  - 7e du Tour de Catalogne
- 2006
  - 5e étape du Trophée Joaquim Agostinho
  - 3e de la Subida al Naranco
  - 3e de la Clásica a los Puertos de Guadarrama
- 2007
  - 6e et 9e étapes du Tour du Portugal
  - 2e étape du Trophée Joaquim Agostinho
  - 2e du Trophée Joaquim Agostinho
  - 3e du Grand Prix International CTT Correios de Portugal
  - 3e du championnat d'Espagne sur route
- 2008
  - 3e étape du Circuit de Lorraine
  - 2e étape du Grand Prix International CTT Correios de Portugal
- 2009
  - 6e étape du Tour du Portugal

## Résultats sur les grands tours

### Tour de France
1 participation
- 2001 : 105e

### Tour d'Italie
1 participation
- 2000 : 46e

### Tour d'Espagne
4 participations
- 2000 : 24e, vainqueur de la 5e étape
- 2003 : 48e
- 2004 : 19e, vainqueur de la 10e étape
- 2005 : 36e, vainqueur de la 14e étape

## Classements mondiaux
| Année           | 2005 | 2006 | 2007 | 2008 | 2009 |
| --------------- | ---- | ---- | ---- | ---- | ---- |
| UCI Europe Tour | 42e  | 99e  | 19e  | 239e | 314e |